# Andrejčje
Andrejčje je naselje u slovenskoj Općini Bloki. Andrejčje se nalazi u pokrajini Notranjskoj i statističkoj regiji Notranjsko-kraškoj. 

## Stanovništvo
Prema popisu stanovništva iz 2002. godine naselje je imalo 7 stanovnika.